# Cobalt(II) perbromat
Cobalt(II) perbromat là một hợp chất vô cơ có công thức hóa học Co(BrO4)2. Hợp chất này thường được biết đến dưới dạng hexahydrat Co(BrO4)2·6H2O có màu đỏ cam, tan được trong nước.

## Điều chế
Cobalt(II) perbromat khan được điều chế bằng cách cho cobalt(II) oxide hoặc cobalt(II) hydroxide tác dụng với acid perbromic:
CoO + 2HBrO4 → Co(BrO4)2 + H2O
Mặc dù cũng có thể dùng muối Co(II) bất kì để thay thế hai chất trên thực hiện phản ứng, nhưng cách làm trên sẽ giúp cho hợp chất thu được có độ tinh khiết cao nhất.

## Cấu trúc
Cobalt(II) perbromat hexahydrat kết tinh dưới dạng hệ tinh thể lục phương, có cấu trúc giống thủy ngân(II) perchlorat hexahydrat, ký hiệu Pearson hp17, 164, các hằng số mạng a = 0,78906 nm, b = 0,78906 nm, c = 0,56628 nm, các hằng số góc α = 90°, β = 90°, γ = 120°.